# 恋のロンド
「恋のロンド」（こいのロンド）は、1968年6月にリリースされたザ・ピーナッツの楽曲である。

## 概要
「恋のフーガ」、「恋のオフェリア」等のいわゆる「恋」シリーズ第3弾の楽曲として作成されたものである。作曲は「恋のフーガ」と同様すぎやまこういちが、編曲はザ・ピーナッツの楽曲を担当するのが定番となっていた宮川泰が担当した。
この楽曲は音楽用語の「ロンド」を題名内に入れているユニークな部分などが評価されていたものの、「恋のフーガ」や「恋のオフェリア」のようなヒットはしなかった。題名に「ロンド」とあるが、ロンド形式の楽曲ではない。これはフーガ形式を採っていない「恋のフーガ」と同様である。
CDに収録されているヴァージョンは、現在のところ1ヴァージョンしか確認されていない。なお、歌詞は2番まで作成されている。
「恋のフーガ」や「恋のオフェリア」とは違い、普及版的位置付けのザ・ピーナッツの全曲集CDに収録されていることは少ないが、『ザ・ピーナッツ・ゴールデン・デラックス』等、主要なCDには収録されていることが多い。
「恋のオフェリア」とともに、スポニチテレビニュース社制作のミュージックビデオ（後楽園遊園地でのロケ収録）の存在が確認されている。

## 作成者
- 作詞 橋本淳
- 作曲 すぎやまこういち
- 編曲 宮川泰

## 参考資料
- 『ザ・ピーナッツ メモリーズBOX』解説書 2004年11月26日発売